# Uridina difosfato galactosa
Uridina difosfato galactosa (UDP-galactosa) es un intermedio en la producción de polisacáridos. Es importante en el metabolismo de azúcares de nucleótidos, y es el sustrato para la transferasa  B4GALT5.